# Cathédrale Notre-Dame de Saïgon
Cette  cathédrale et basilique n’est pas la seule cathédrale Notre-Dame ni la seule basilique Notre-Dame.
La cathédrale Notre-Dame de Saigon (en vietnamien Vương cung thánh đường Đức Bà Sài Gòn ou Nhà thờ Đức Bà Sài Gòn) est une cathédrale au centre de Hô Chi Minh-Ville (ancienne Saïgon), au sud du Viêt Nam, dans l'ancienne Cochinchine. Elle fut construite par les Français de 1877 à 1880. Elle se trouve place de la Commune-de-Paris (en vietnamien : Công xã Paris), anciennement place Pigneau de Behaine qui marque le début de la rue Đồng Khởi.

## Histoire

### Durant la colonisation de la Cochinchine
Après la conquête de la Cochinchine et de Saïgon, les colons français veulent établir une église pour eux-mêmes et les convertis de la mission. En effet les missionnaires sont présents depuis le XVIIe siècle et sont revenus malgré les persécutions du milieu du XIXe siècle. Une première église est construite dans la rue 5 (actuellement rue Ngô Duc Ke). C'était une pagode abandonnée par les Cochinchinois durant la guerre de conquête. Mgr Lefèbvre la fait transformer en église. Mais celle-ci devenant trop petite, le gouverneur de Cochinchine, l'amiral Bonard, décide en 1863 de faire construire une église en bois sur la rive du canal Charner (Kinh Lớn). Mgr Lefèbvre en pose la première pierre le 28 mars 1863. La construction touche son terme en 1865 et l'édifice est appelé communément l'église de Saïgon. Après la construction est endommagée par les termites, les offices finissent par se tenir dans le salon des invités du palais du gouverneur de Cochinchine. Ce palais est transformé ensuite en séminaire, jusqu'à ce que la cathédrale Notre-Dame soit érigée.

### La construction
En août 1876, le gouverneur de Cochinchine Marie Jules Dupré organise un concours pour déterminer l'architecture de la cathédrale Notre-Dame. L'objectif est double : fournir aux missions coloniales un lieu de culte, mais aussi montrer au peuple la force, par l'architecture, de la civilisation française. Le projet de l'architecte Jules Bourard est sélectionné par les organisateurs du concours parmi les dix-huit propositions avancées. La cathédrale, selon les plans de Bourard est de style roman révisé, mélangé au style gothique et basé sur le modèle de Notre-Dame de Paris, mais inférieure par la taille. L'édifice représente alors le plus bel ouvrage de la colonie française de cette époque. À l'origine, trois chantiers de construction étaient proposés :
- à l'emplacement de l'ancienne école d'essai (actuellement au coin de la rue Hai Ba Trung et du boulevard Le Duan) ;
- à Kinh Lớn (actuellement boulevard Nguyen Hue) ;
- à l'emplacement actuel de la cathédrale.

Après le choix du projet, une offre de construction est lancée. Bourard est alors nommé responsable de la surveillance du projet. Tous les matériaux de construction sont importés de France. Le mur extérieur de la cathédrale est construit avec des briques rouges fabriquées et importées de Toulouse. Bien qu'elles ne soient pas enduites, ces briques conservent encore leur couleur rouge éclatante. Le 7 octobre 1877, Mgr Isidore Colombert pose la première pierre.

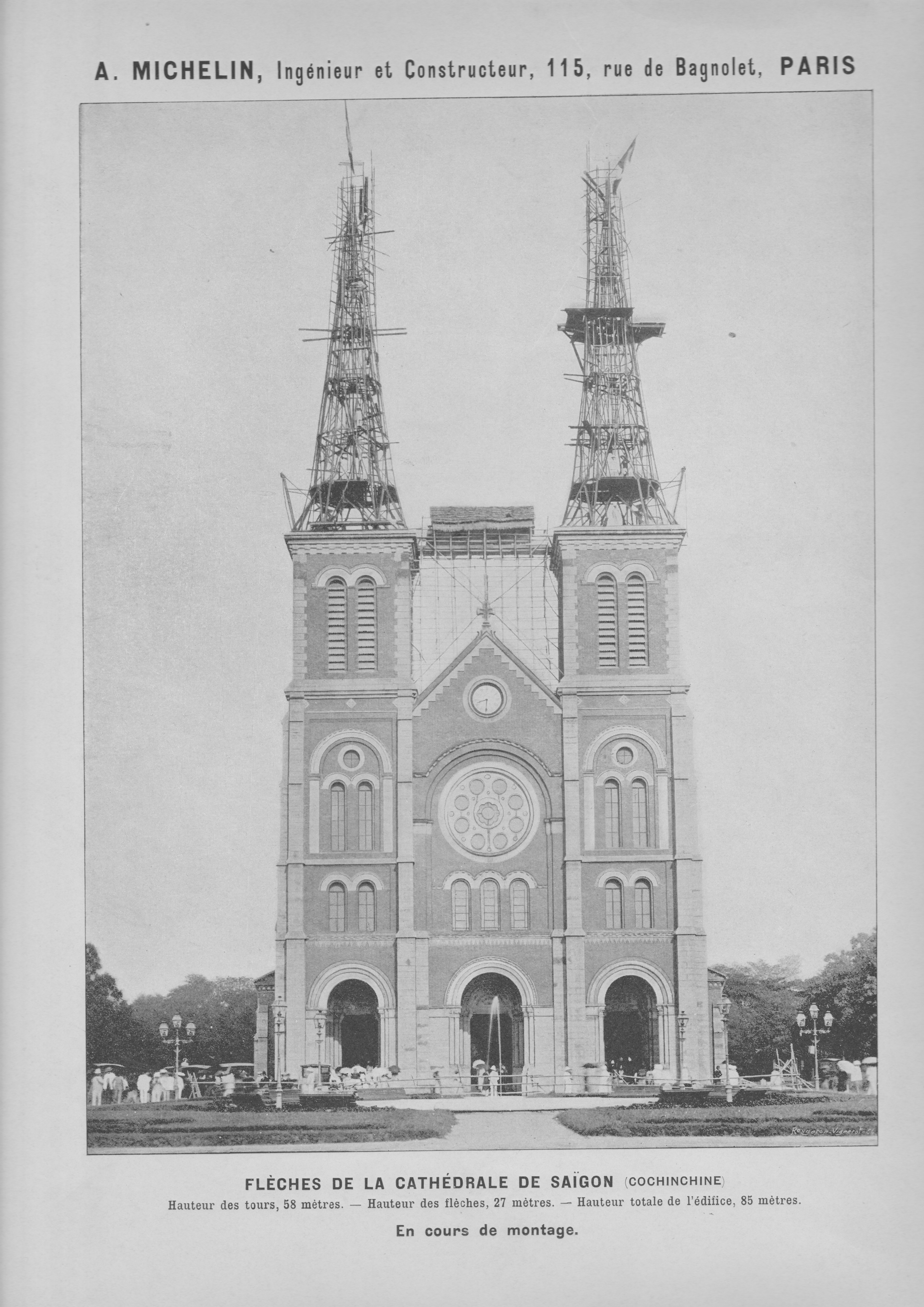
Flèches de la Cathédrale de Saïgon en cours de montage

La construction de la cathédrale dure trois ans. Le 11 avril 1880, à l'occasion de la célébration de Pâques, la cérémonie inaugurale est célébrée en présence du gouverneur de Cochinchine de Vilers. Le nom de l'architecte est inscrit sur une plaque de granit placée à l'intérieur de la cathédrale, ainsi que les dates de début et de fin du chantier. Le coût total fut de 2 500 000 francs français. Au début, la cathédrale est surnommée la cathédrale d'État en raison du montant des dépenses engagées pour sa construction.
On ajoute en 1895 deux clochers à la cathédrale, chacun haut de 57,6 m et abritant six cloches de bronze, pour un poids total de 28,85 tonnes. Sont ensuite construite au dessus des flèches de 27 mètres de haut dont 3,5 m pour les croix installées au sommet. Ces dernières font 2 m de large, pour 600 kilogrammes. L'édifice culmine alors à 85 m. Les flèches sont issus de l'atelier André Michelin à Paris. Les cinquante-neuf vitraux sont issus de l'Atelier Lorin à Chartres. Certains ont été détruits pendant la guerre et remplacés par des vitraux modernes.
La cathédrale a été électrifiée en octobre 1913.
Dans le jardin fleuri devant la cathédrale, il y avait une statue en bronze érigée en 1902 de Mgr Pigneau de Béhaine (également appelé l'évêque d'Adran) qui dirigeait le prince Canh, fils de Gia Long, son ami proche. La statue fut sculptée en France. La statue fut descellée en 1945, mais en conservant les fondations.

### Le diocèse de Saigon

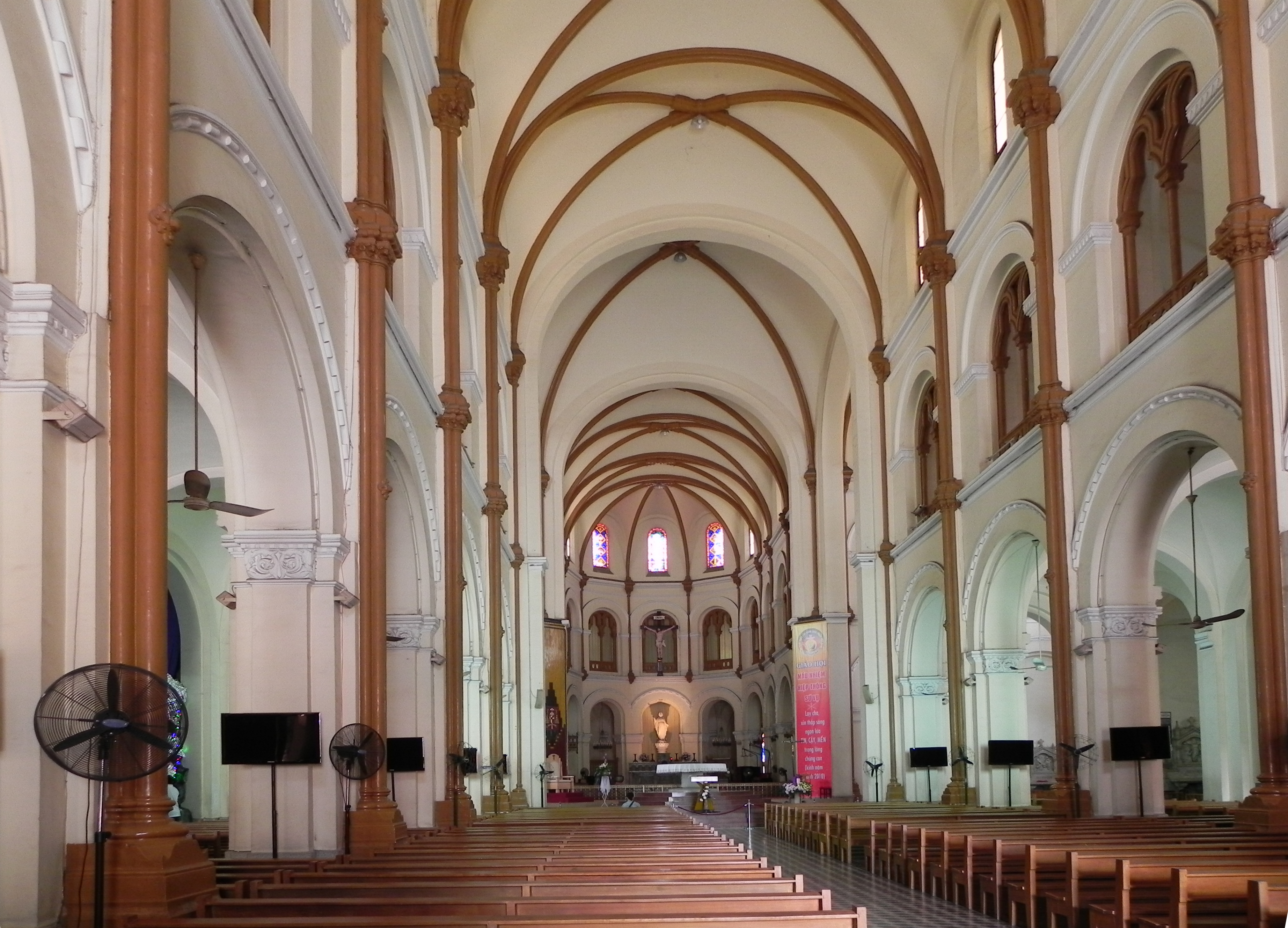
Intérieur de la cathédrale.

En 1959, l'évêque du vicariat apostolique de Saïgon, Mgr Joseph Pham Van Thien, assiste au séminaire de la « Sainte Mère » au Vatican et commande une statue de Notre-Dame sculptée dans du granit à Rome.

Lorsque la statue arrive à Saïgon le 16 février 1959, Mgr Pham Van Thien bénit la statue qui est scellée sur les fondations laissées libres en 1945 et l'honore du titre de Regina Pacis (Reine de la paix). C'est Mgr Pham Van Thien en personne qui compose sur la stèle les prières « Que Notre-Dame bénisse la paix au Viêt Nam ». Le jour suivant, le cardinal Aganianian vient de Rome pour présider la cérémonie de clôture du congrès de Notre-Dame et présida solennellement la cérémonie d'inauguration de la statue.

### La Basilique de Saïgon
En 1960, le Saint-Siège érige les vicariats apostoliques du Viêt Nam en archidiocèses avec des archevêchés à Hanoï (Nord Viêt Nam), Hué et Saïgon (Sud Viêt Nam). La cathédrale est élevée au titre d'église-mère de l'archidiocèse de Saïgon. En 1962, le Saint-Siège confère à la cathédrale-mère de Saïgon le titre de basilique mineure. Dès lors, cette cathédrale est appelée la basilique-Cathédrale Notre-Dame de Saïgon. 

## Galerie

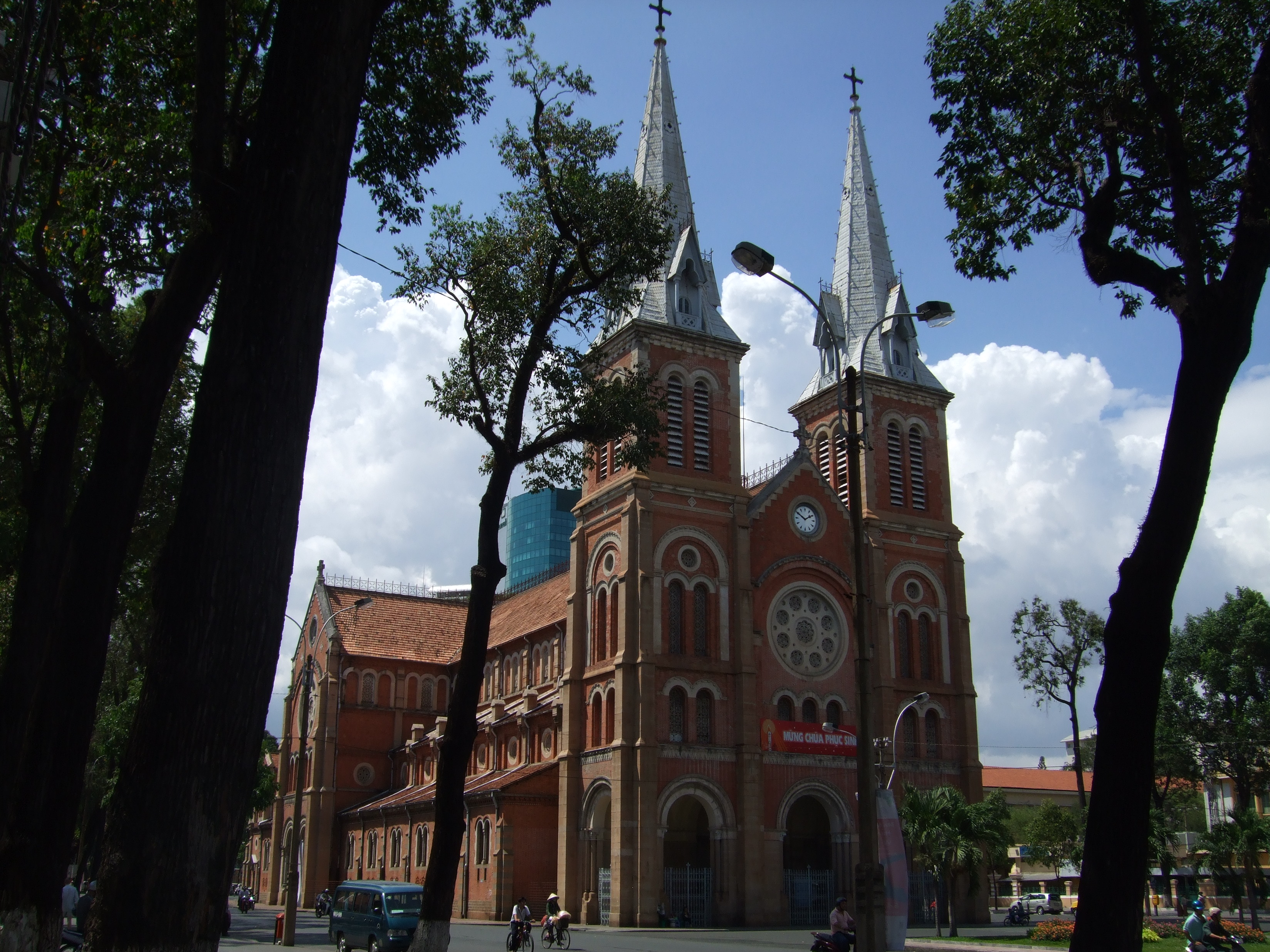
Vue de côté de la cathédrale Notre-Dame.
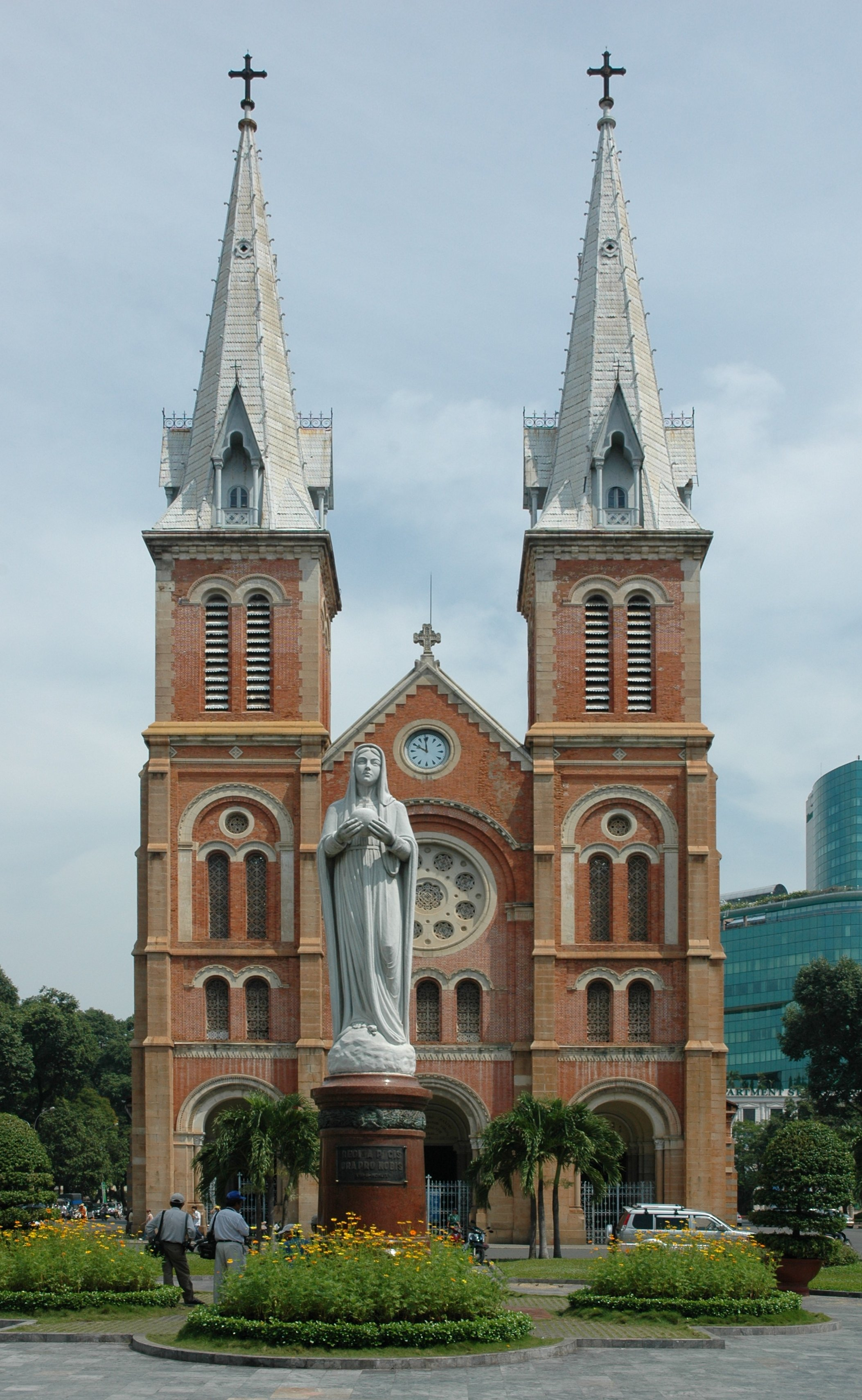
Statue de Notre-Dame de Saïgon.
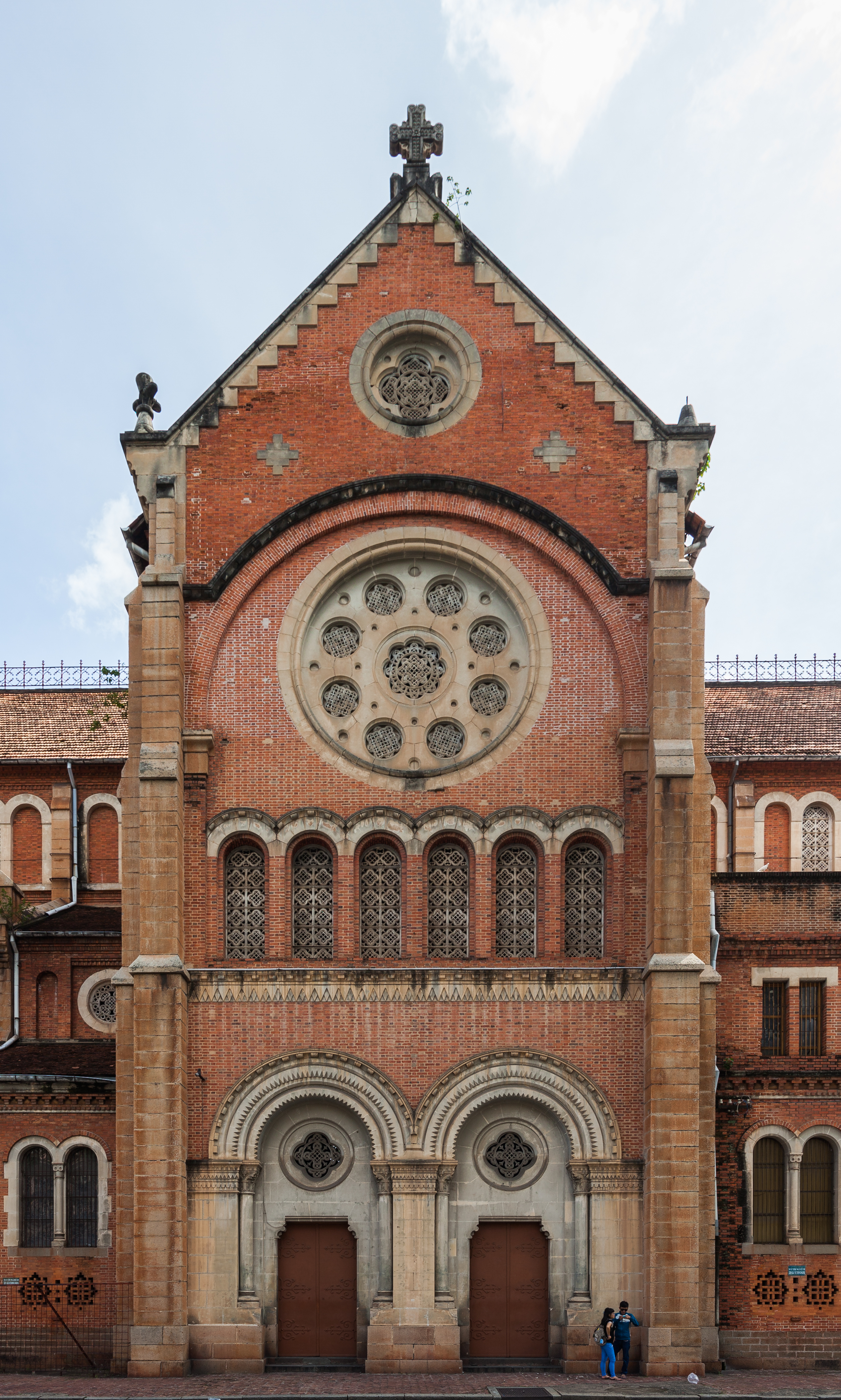
Entrée du transept.
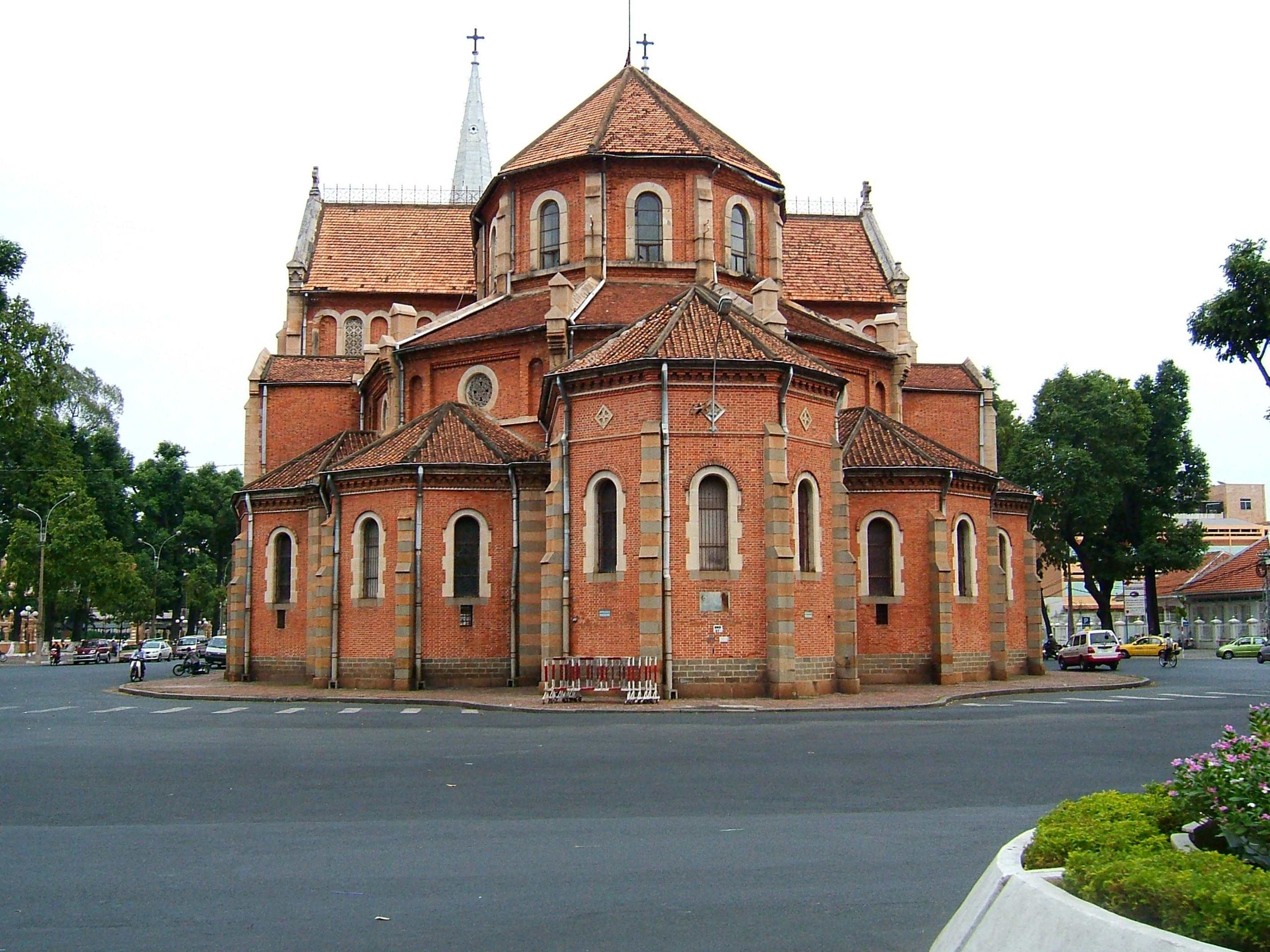
Vue de l'abside.
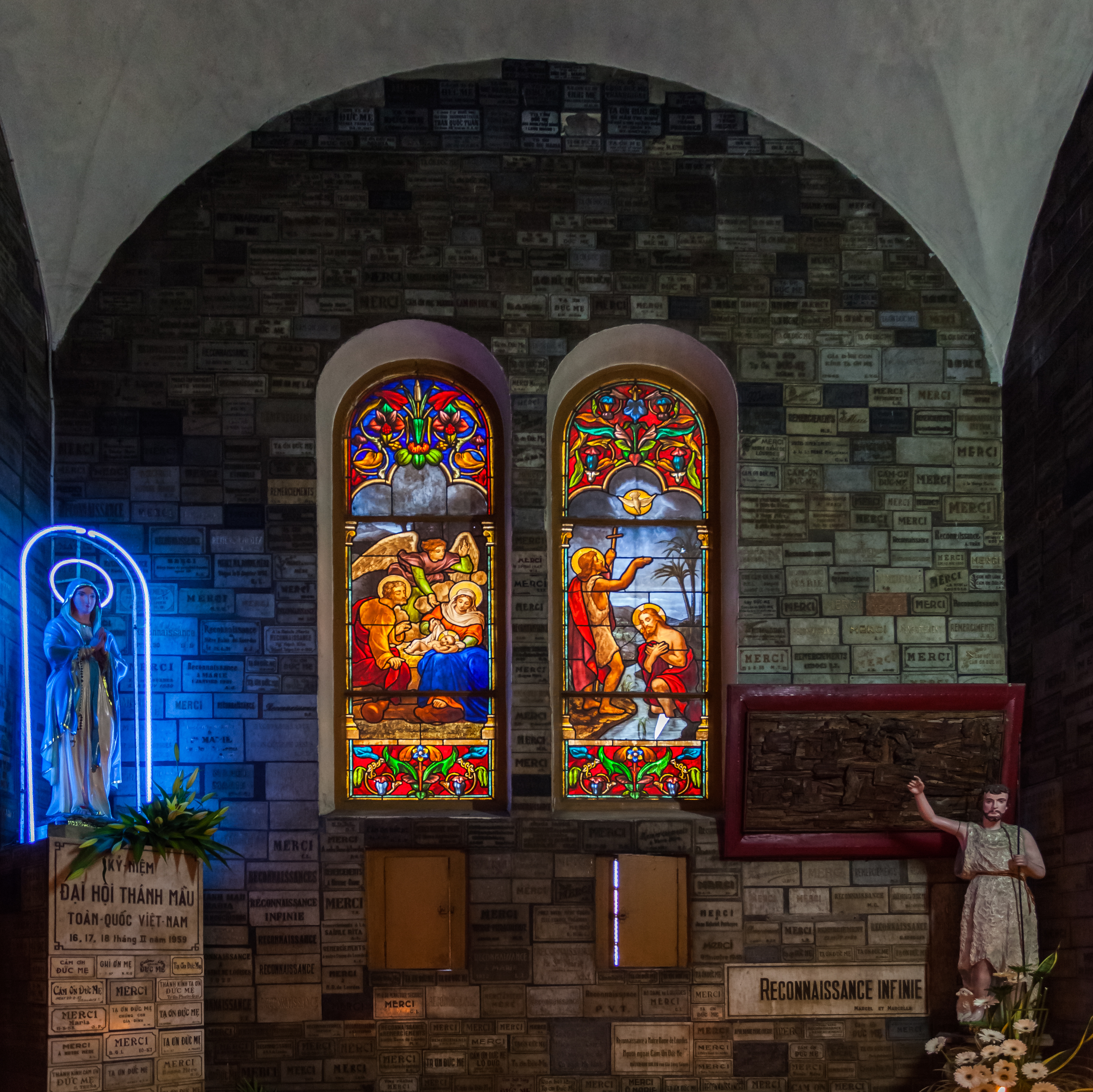
Vitraux de la maison Lorin, Chartres : la Nativité et le Baptême de Jésus.
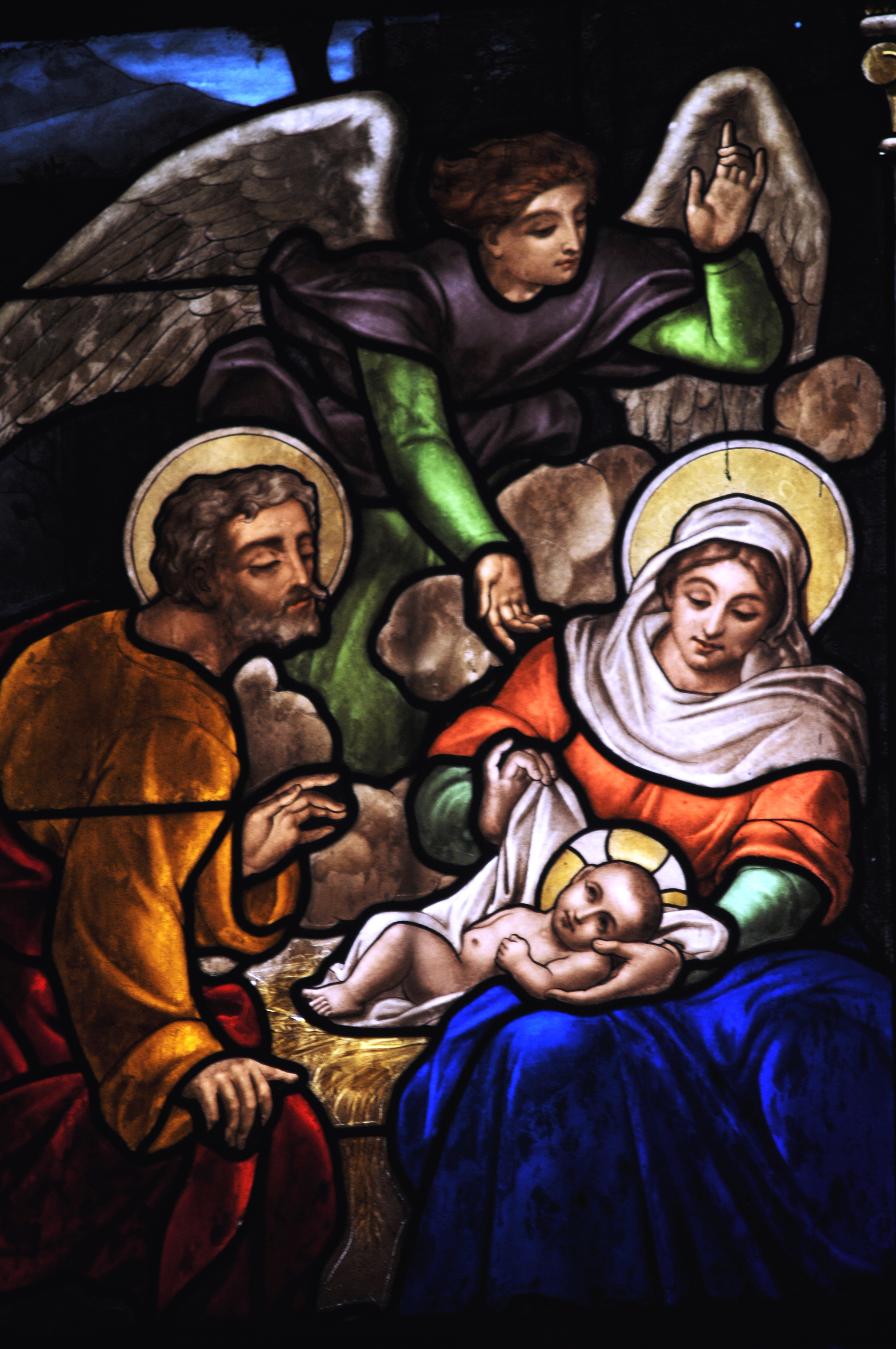
La Nativité, détail du vitrail de Nicolas Lorin.
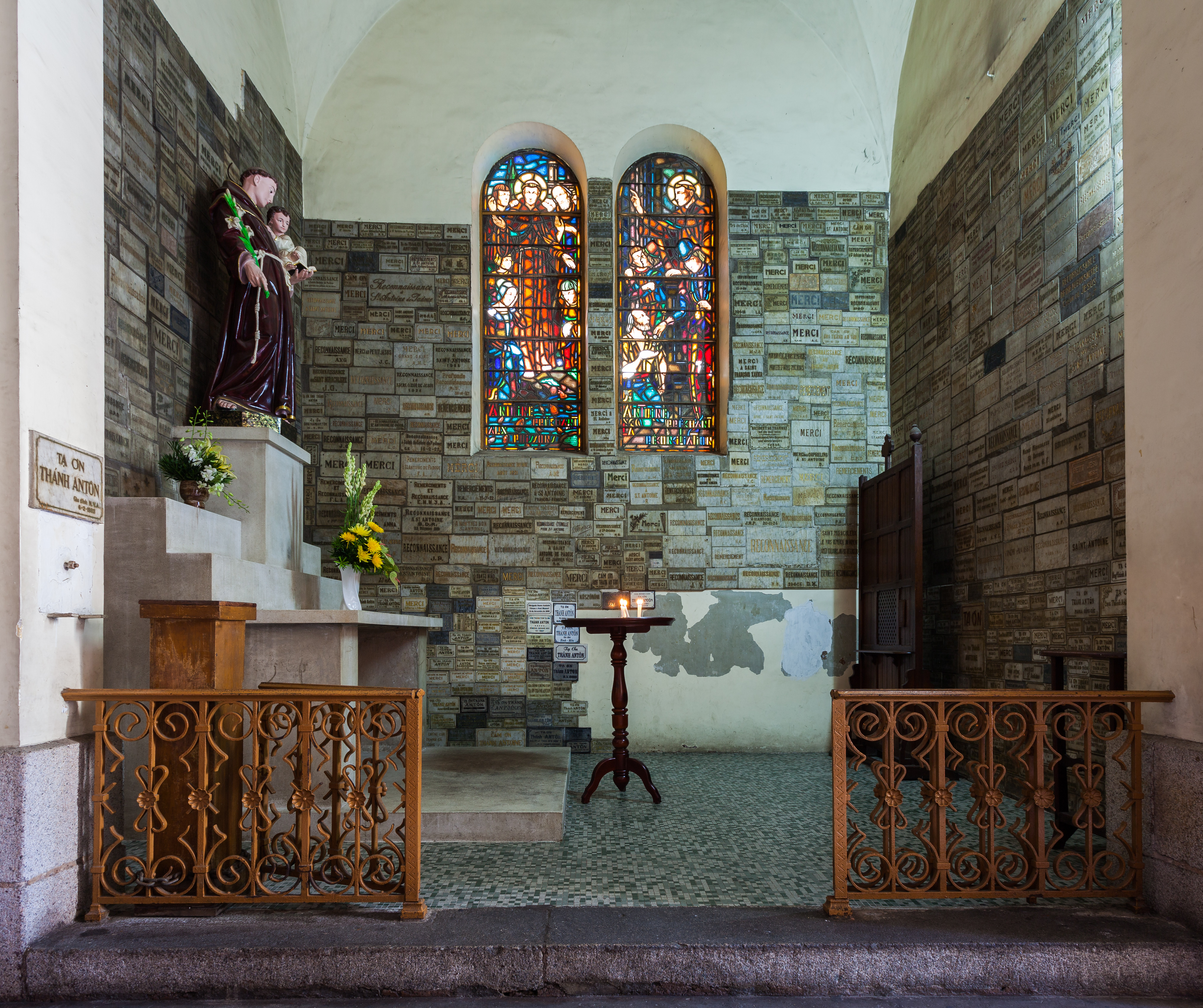
Chapelle.
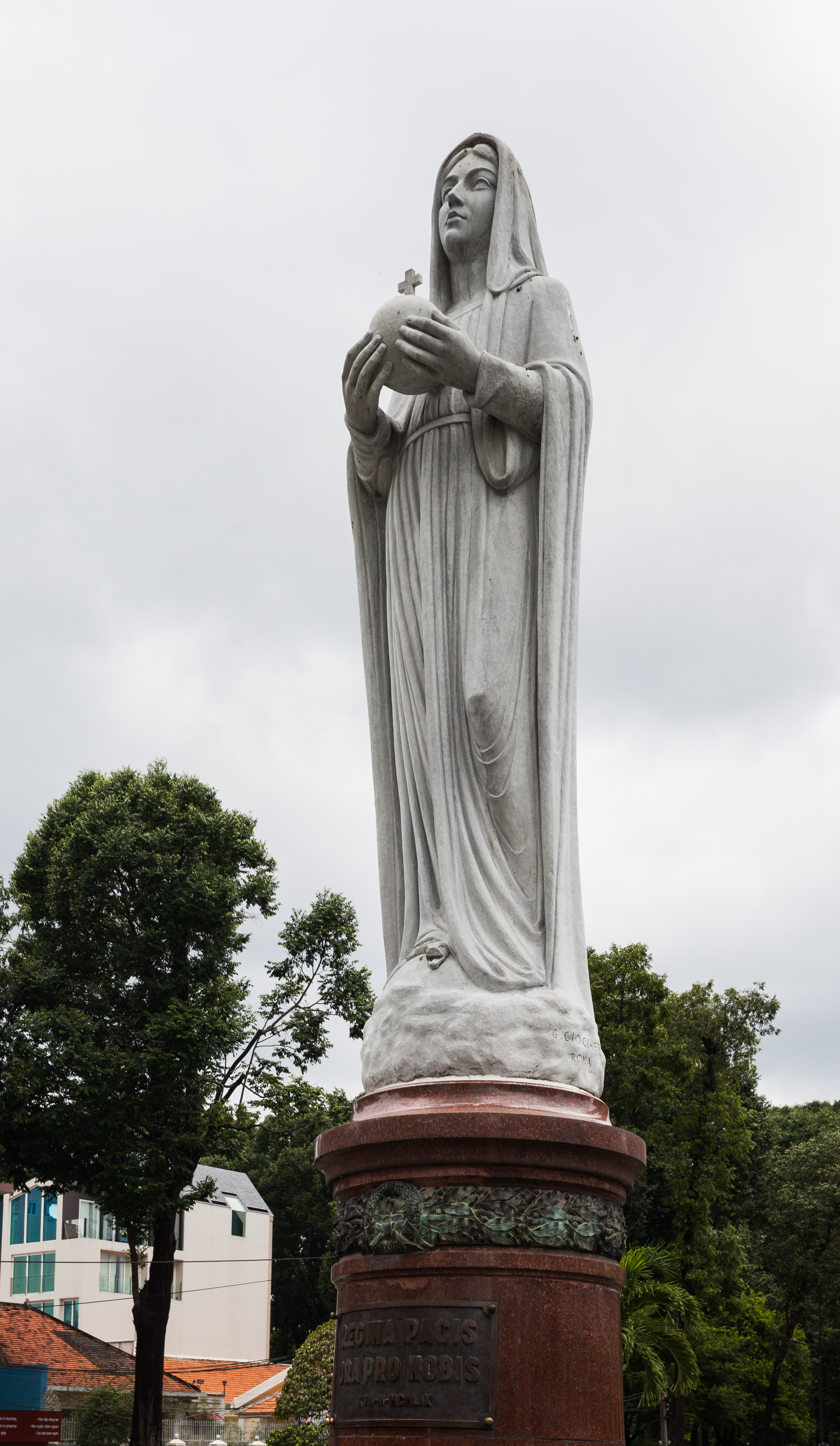
Statue de Notre-Dame.

## Personnalités enterrées à la cathédrale
- Mgr Isidore Colombert (1838-1894)
- Mgr Jean-Marie Dépierre (1855-1898)
- Mgr Isidore Dumortier (1869-1940)